# Uniform m/1960

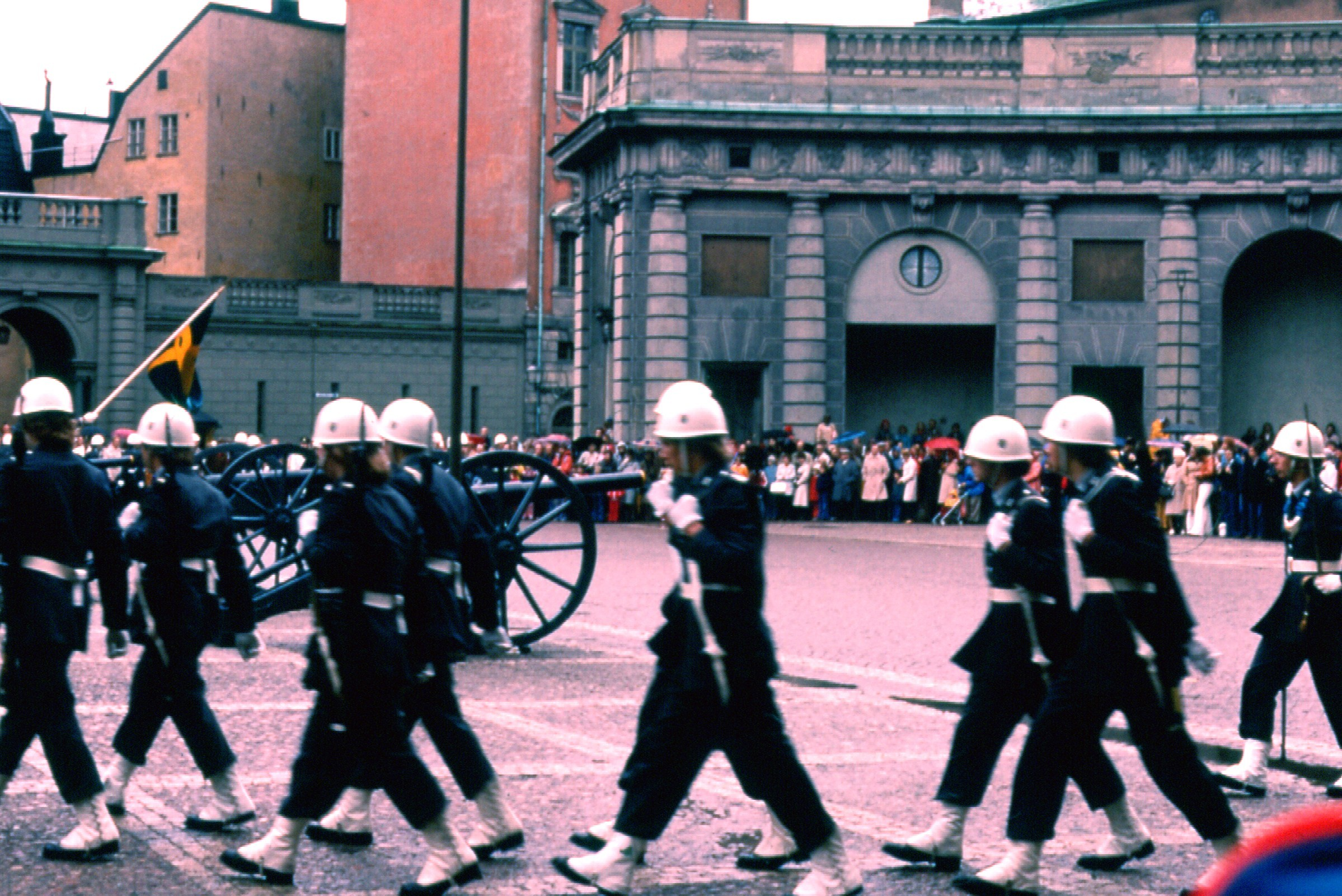
Högvakter i Uniform m/1960 år 1976.

Uniform m/1960 var en arbets- och paraduniform som användes inom svenska krigsmakten/försvarsmakten.

## Användning
Denna uniform var avsedd som arbets- samt paraduniform och utvecklades som komplement till de i dessa sammanhang olämpliga fältuniformerna m/1958 och m/1959. Uniformen användes som vardagsdräkt, daglig dräkt, högtidsdräkt, musikdräkt, trupparaddräkt samt truppmusikdräkt, i de två senare fallen tillsammans med vit utrustning m/1954. Senast vid årsskiftet 1994/1995 skulle uniformen vara tagen ur bruk. Den levde emellertid kvar som musikdräkt i ytterligare några år. Den kom att ersättas av Uniform m/1987 och föregicks av Uniform m/1952.

## Persedlar
- Ankelsockor
- Baskermössa m/1960/Baskermössa m/1952
- Byxbälte m/1960
- Båtmössa m/1960
- Handskar, bruna
- Handskar/Vantar, bruna
- Lågskor, svarta
- Långbyxor m/1960
- Marschkängor
- Paradskärp m/1960
- Skärp m/1817
- Pälsmössa m/1959
- Ridbyxor m/1960 (beriden personal)
- Ridstövlar (beriden personal)
- Skjorta m/1960
- Skjorta, vit
- Skärmmössa m/1960 (befäl från furir och uppåt)
- Slips m/1960, Ylle
- Slips i siden, mörkblå
- Vapenrock m/1960
- Vindrock m/1959
- Vintermössa m/1960 (till kappa)
- Vintermössa m/1960 med skärm (till kappa)